# 日产NV200
日产NV200是日本日产汽车于2009年推出的一个基于雷諾日產三菱聯盟B级平台延伸出来的轻型商用厢型车系列，属于面向全球推出的具有战略意义的车型，在日本同类车市场中占有率第一。NV200的“N”，指“新世代”（New generation），而“V”指“车辆”（Vehicle），合起来即为“新世代的车辆”之意。

## 概念车版本

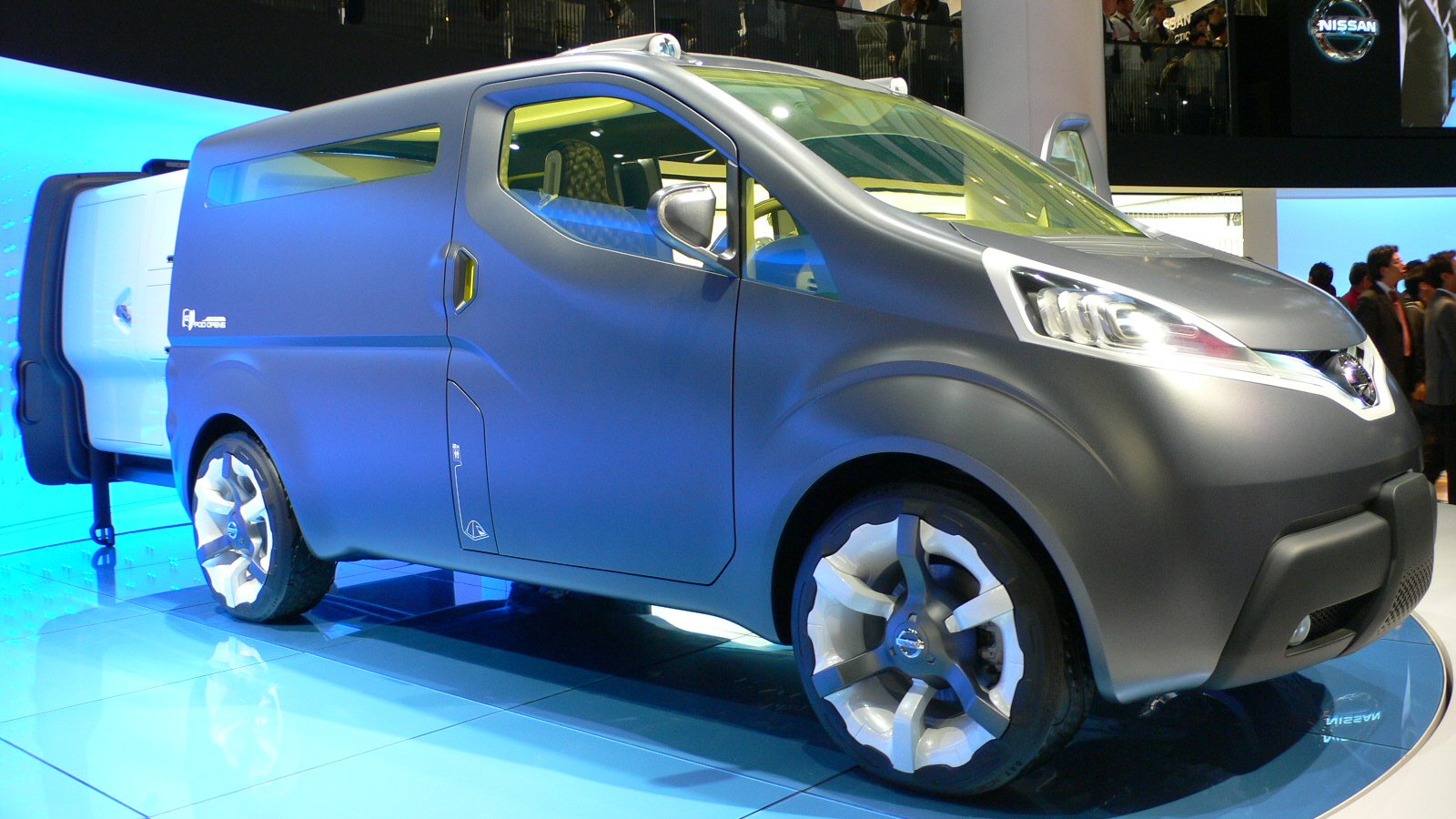
NV200概念车

日产NV200的概念车版本在2007年的东京车展首度亮相，该概念车为一款外形略微紧凑，但设计极超前的厢式概念车。之后该车在日产天神车展上展出。

## 各版本概要

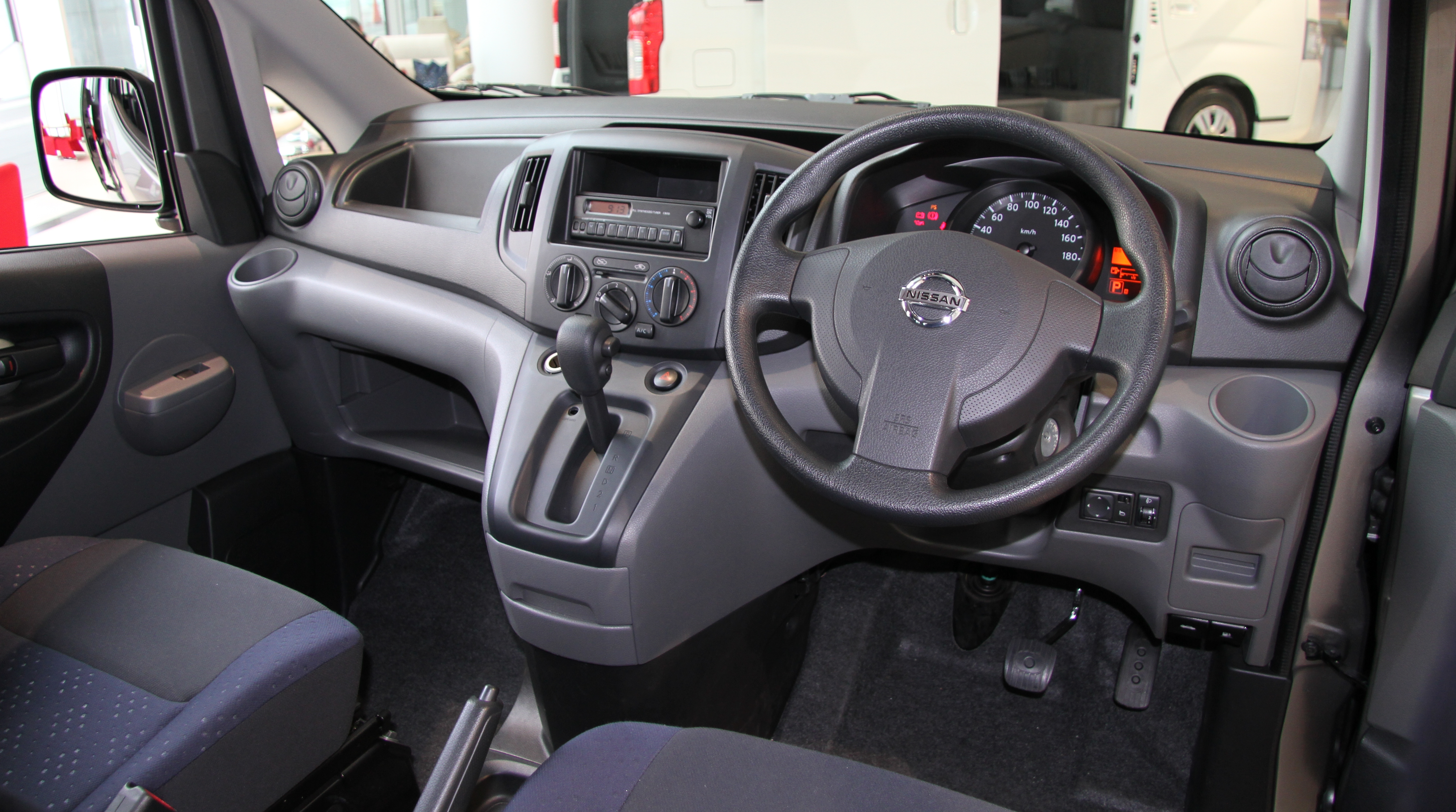
NV200内饰（日规GX型）

### NV200 Combi、NV200 Van
NV200 Combi、NV200 Van为NV200的其中一个版本，可满足乘用和商用两种需求。该车于2009年日内瓦车展首度亮相，并于2010年北京车展再度展出。2009年－2010年陆续在日本、欧洲和其他国家和地区开始销售。中国大陆由郑州日产生产，2010年6月18日正式上市销售。该车以日产B级平台研发，采用承载式车身设计及前置前驱的设计布局。
该版本有两种引擎可供选择，分别是1.6L HR16DE直列四缸汽油引擎和1.5L K9K直列四缸柴油引擎，欧洲国家销售的车型可选装后视倒车摄像头。

### NV200 Vanette
NV200 Vanette为取代日产Vanette的版本，于2009年5月21日在日本市场开始销售。早期型号包括DX（2或5人座）、DX route（2人座）、GX（5人座）和16S（7人座旅行车版）。

#### 改款
2010款改款新增了VX（2或5人座）和GX（2人座）型号，全系同时增配彩色保险杠、全轮罩、电动车窗。日本版型号包括DX（2或5人座）、DX route（2人座）、GX（2或5人座）和VX（2或5人座），于2010年12月7日开始销售。
2012款改款特征包括新的增强型推拉门、并在第二排中间的座位上安装了三点式安全带（旅行车版）。2012款日本版型号包括DX（2或5人座）、DX route（2人座）、GX（2或5人座）、16X-3R（7人座旅行车版）和16X-2R（5人座旅行车版），于2012年6月8日开始销售。

### NV200 Vanette通用设计出租版
NV200 Vanette通用设计出租版是专为追求舒适的移动性的出租车版本，外观设计具备易于识别性和时尚性。2010年年底开始销售。

### NV200纽约出租原型版

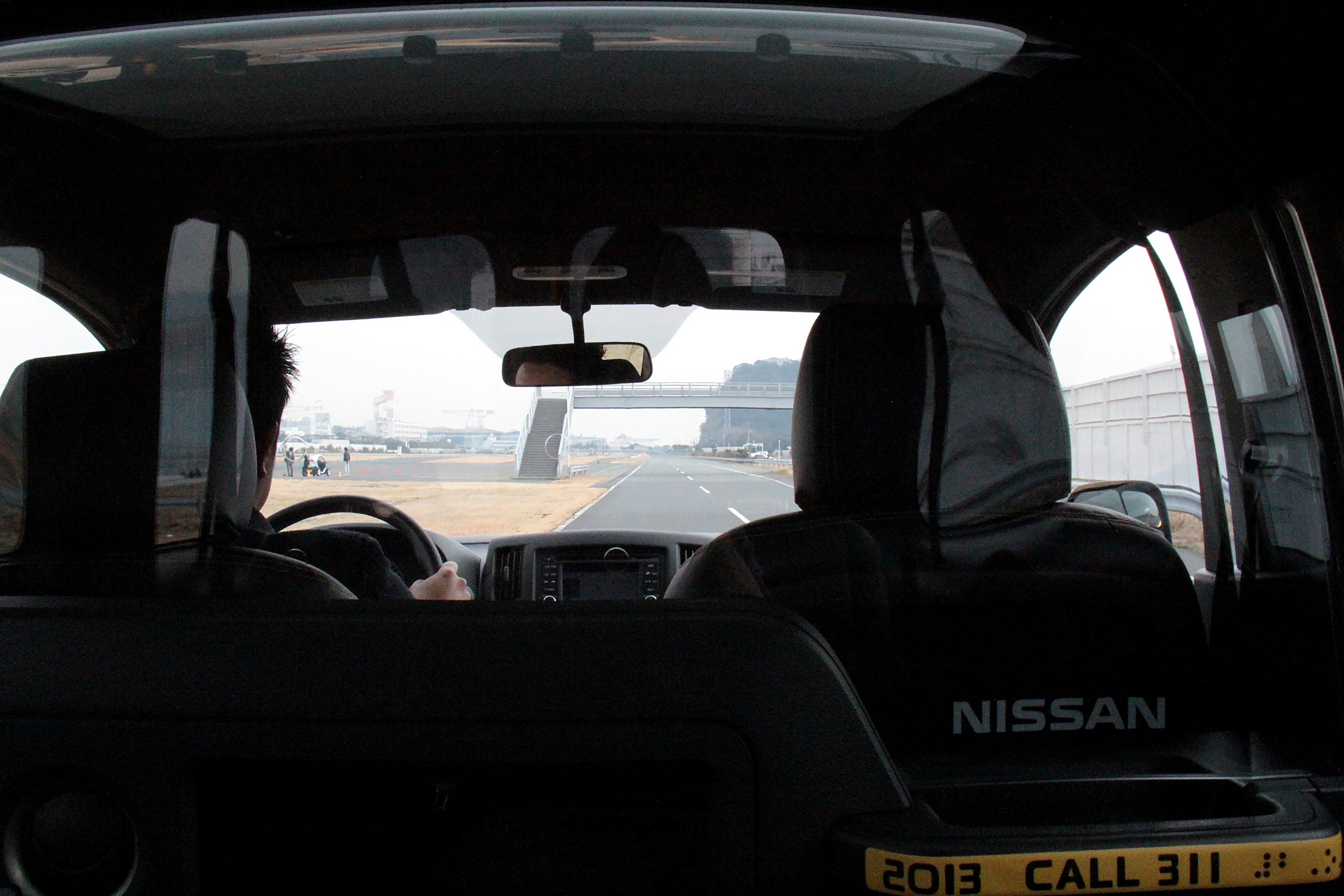
一辆日产NV200纽约出租原型车在日本追浜工厂测试

NV200纽约出租原型版是专为美国纽约出租车设计的原型车版本。该版本使用2.0L直列四缸汽油引擎，并配有降噪喇叭、独立控制的后排空调和空气净化器、12V充电器插口、2个USB充电器插口、卫星导航系统等，车上使用人造皮革座椅。
该车先后在2011年日产“明日出租车博览会”、2012年纽约车展、日产横滨全球总部、2012年巴黎车展上展出。

### NV200电动概念车
NV200电动概念车是基于日产NV200研制的纯电动概念车版本，在2012年北美车展首次推出。该车使用24 kWh电池组，续航里程预定为73 mi（117 km）。NV200电动试验车先后在日本邮政、伦敦联邦快递、永旺、横滨联邦快递、栃木縣政府、日本可口可乐公司、新加坡联邦快递、埼玉市以及日本首都圈敦豪快递内使用。

### NV200伦敦出租版
2011年，日产向伦敦交通局和出租车司机执照协会接洽，要求推出适应伦敦街头版本的NV200。NV200伦敦出租版由位于帕丁顿日产欧洲设计中心设计。该版本的特色有专用车顶标志和LED日间行车灯等，配备1.5L直列四缸柴油引擎、5速或6速手动变速器。
为符合欧洲更新更严格的排放标准，日产自2014年1月开始生产搭载1.6L直列四缸汽油引擎、配备自动变速器的NV200伦敦出租版。西班牙生产的新款NV200伦敦出租版于2014年1月推出，而后于2015年推出e-NV200（电动车）的伦敦出租版。

### NV200纽约出租版
NV200纽约出租版是NV200专为美国纽约出租车设计的版本，以2014年款销售，并于2013年10月底进入纽约的出租车车队，该车成为纽约的新出租车标准。不过该车自上路以来便遭到争议，原因是优步与纽约市传统的出租车抗争。2014年6月10日，纽约市上诉法院就争议做出裁决，准许纽约出租车协会自9月1日起开始对当地的出租车更新换代。纽约出租车协会官员预计，将有80%的纽约黄色出租车为日产NV200。截至2015年，在纽约上路的NV200出租车仅有750辆，预计每年约有2500到3000辆出租车要进行更换。

### NV200电动车版（e-NV200）

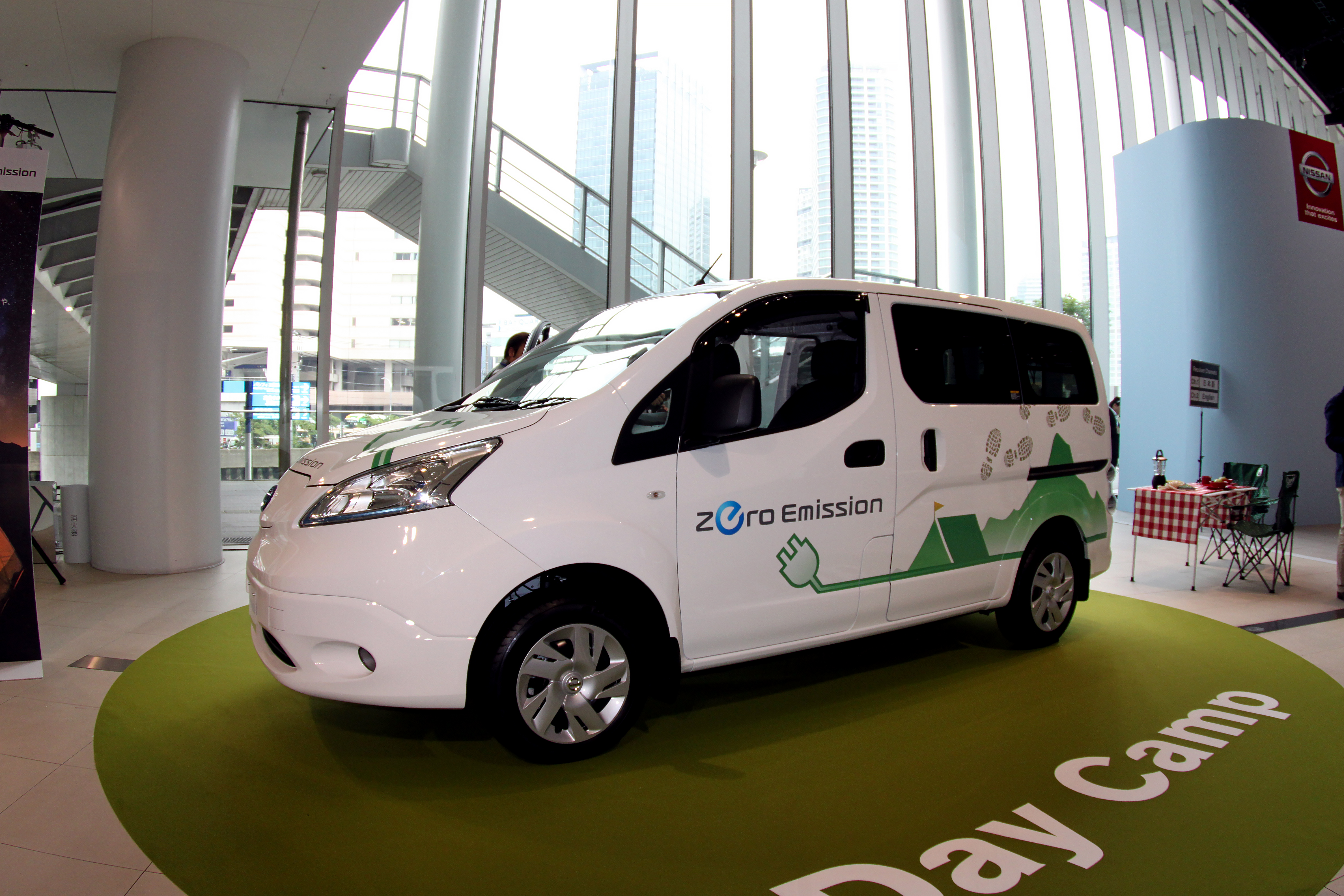
e-NV200首发式

e-NV200是NV200的纯电动量产版本。其预产版于2013年的东京车展首次亮相，而量产版则于2014年日内瓦车展上亮相。
e-NV200使用新部件的比例为30％（与普通版NV200比较）。该车使用与日产聆风一样24 kWh电池组，续航里程为73 mi（117 km）。e-NV200于2014年6月开始在欧洲国家销售，同年10月份在日本市场销售。
预计到2017年，e-NV200出租车版将在美国纽约上路行驶。

## 贴牌生产（OEM）版本

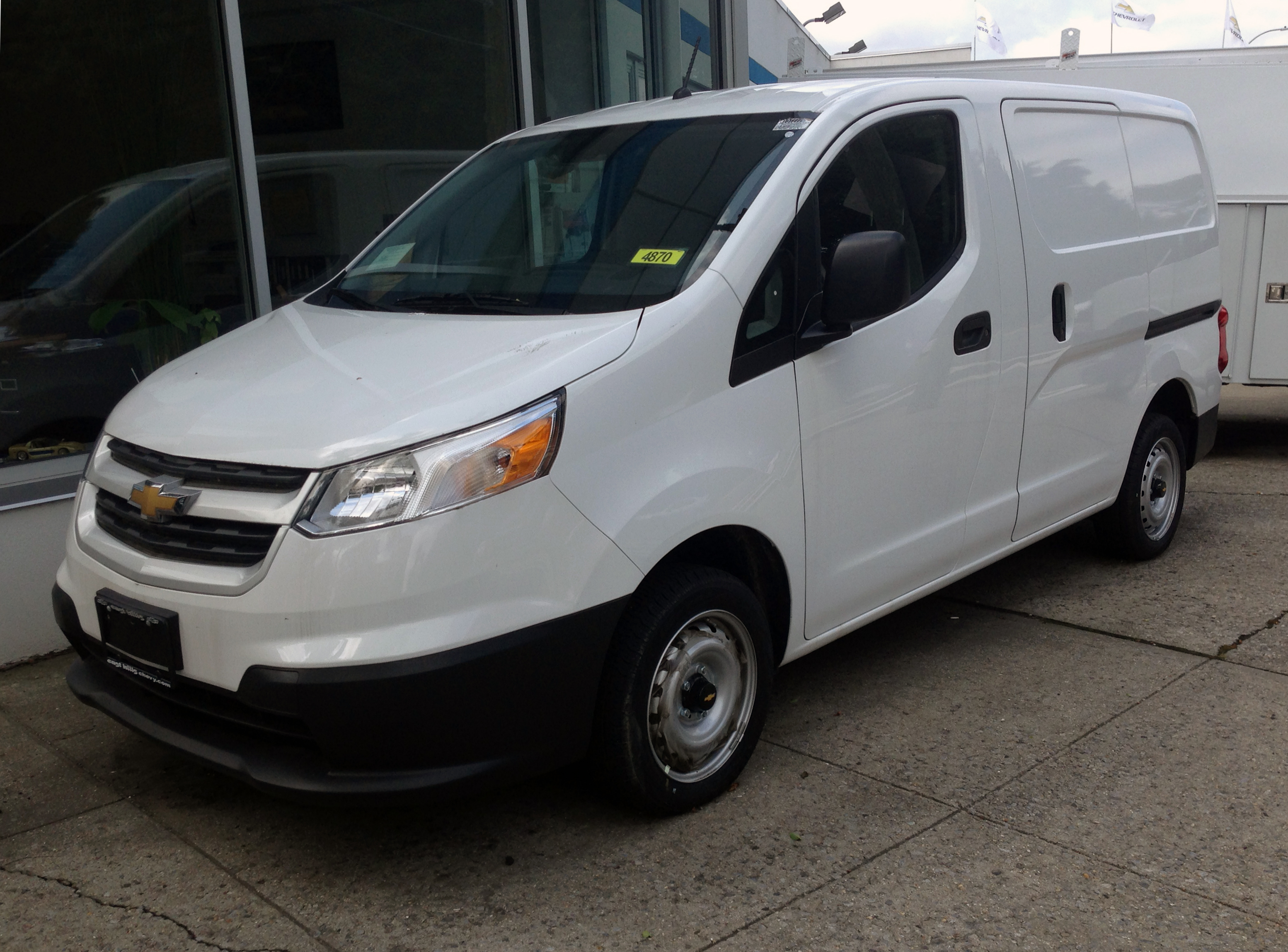
雪佛兰City Express

除上述版本外，日产汽车还授权其他厂商生产以该车系为蓝本的OEM版本，包括三菱Delica Van、三菱Delica D:3、吉奥星朗（GA6440）、雪佛兰City Express（美国和加拿大）等。

## 安全
日产NV200曾接受中国新车评价规程（C-NCAP）的安全碰撞测试，测试的总体得分为42.9分，获得四星安全评价。2013年5月，日产NV200 Combi版接受欧盟新车安全评鉴协会（EuroNCAP）的碰撞测试，最终获得三星安全评价。

## 生产与销售

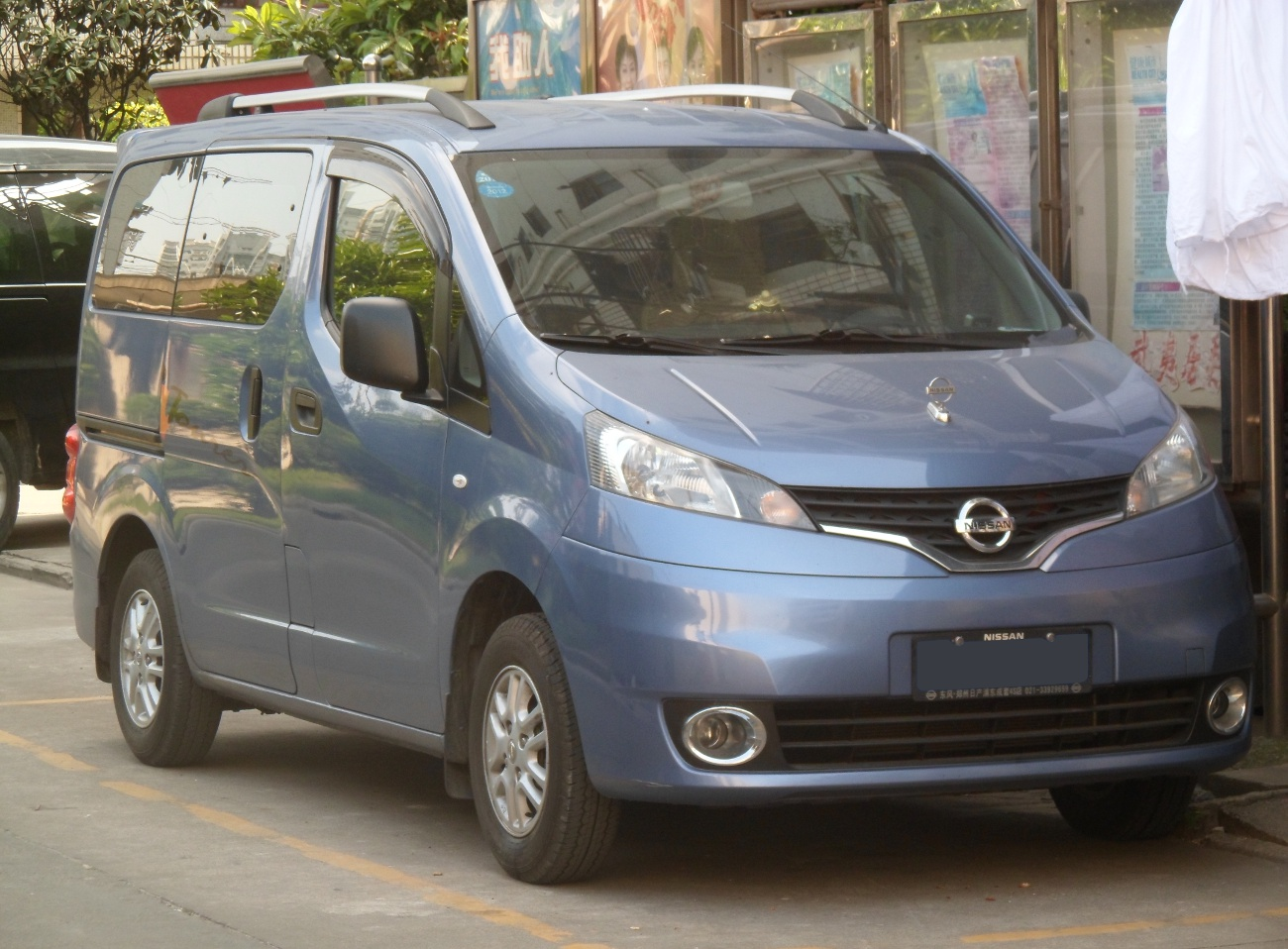
郑州日产生产的NV200

迄今，日产NV200在日本神奈川县湘南、西班牙巴塞罗那、中国郑州、墨西哥莫雷洛斯州休特佩克等地均有生产。截至2013年8月30日，日产NV200销量达到17万台。

## 奖项
2010年，日产NV200获得2010年度“厢式车国际年度大奖”（Van of the Year）。在中国，该车被新浪汽车和搜狐汽车分别授予了“最佳CDV车型奖”和“全明星车型大奖”。

## 图集

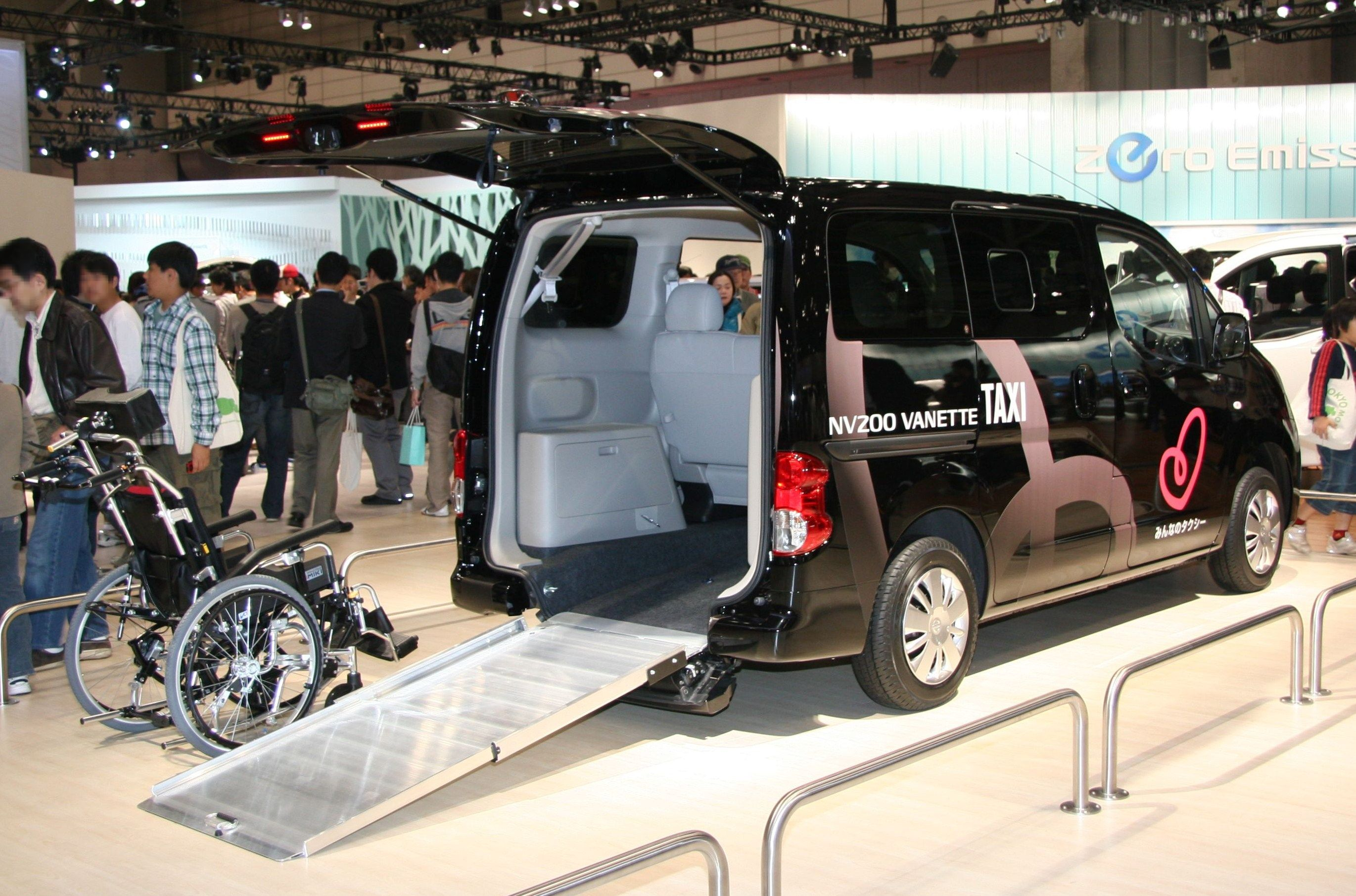
NV200 Vanette通用设计出租版
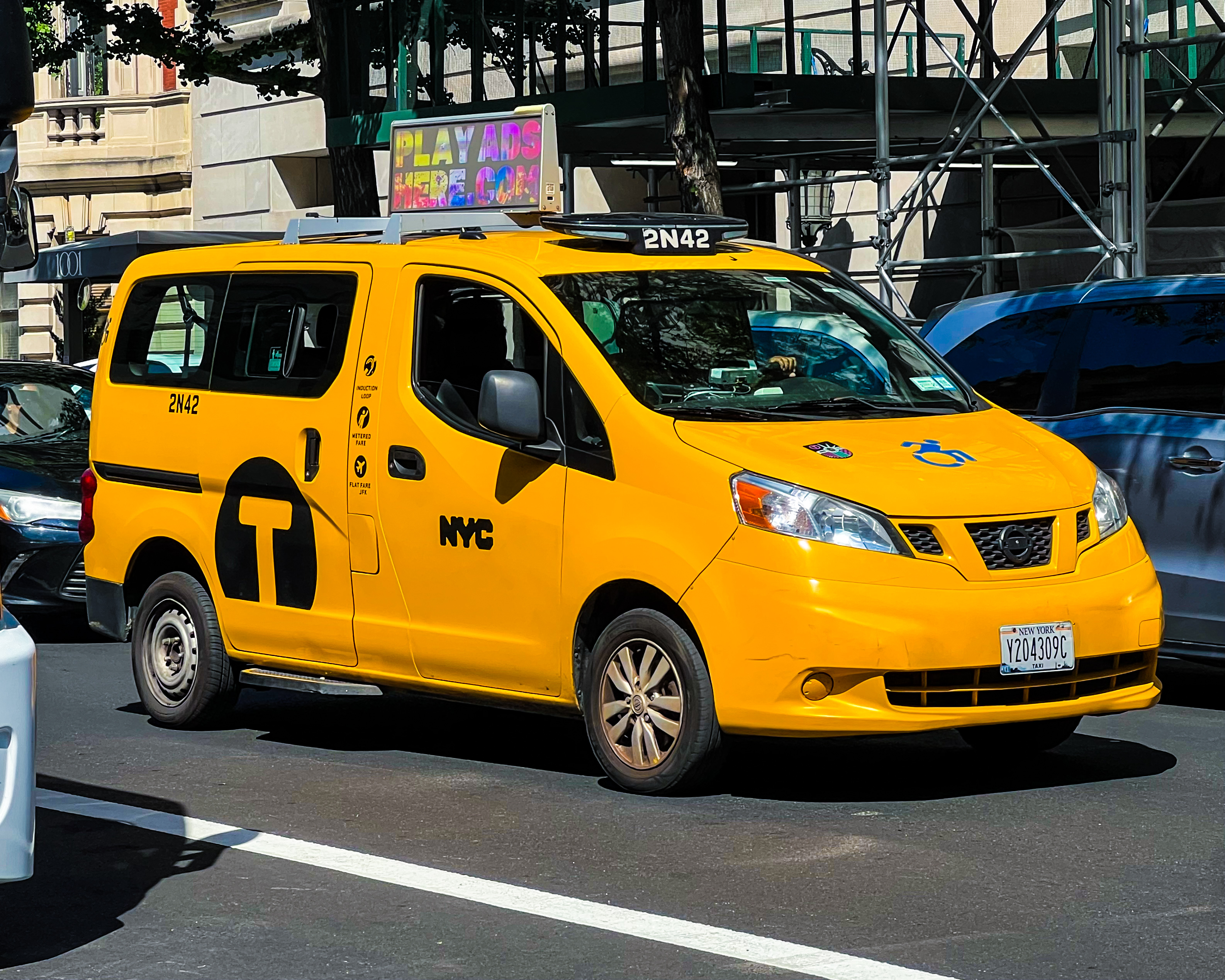
NV200纽约出租版
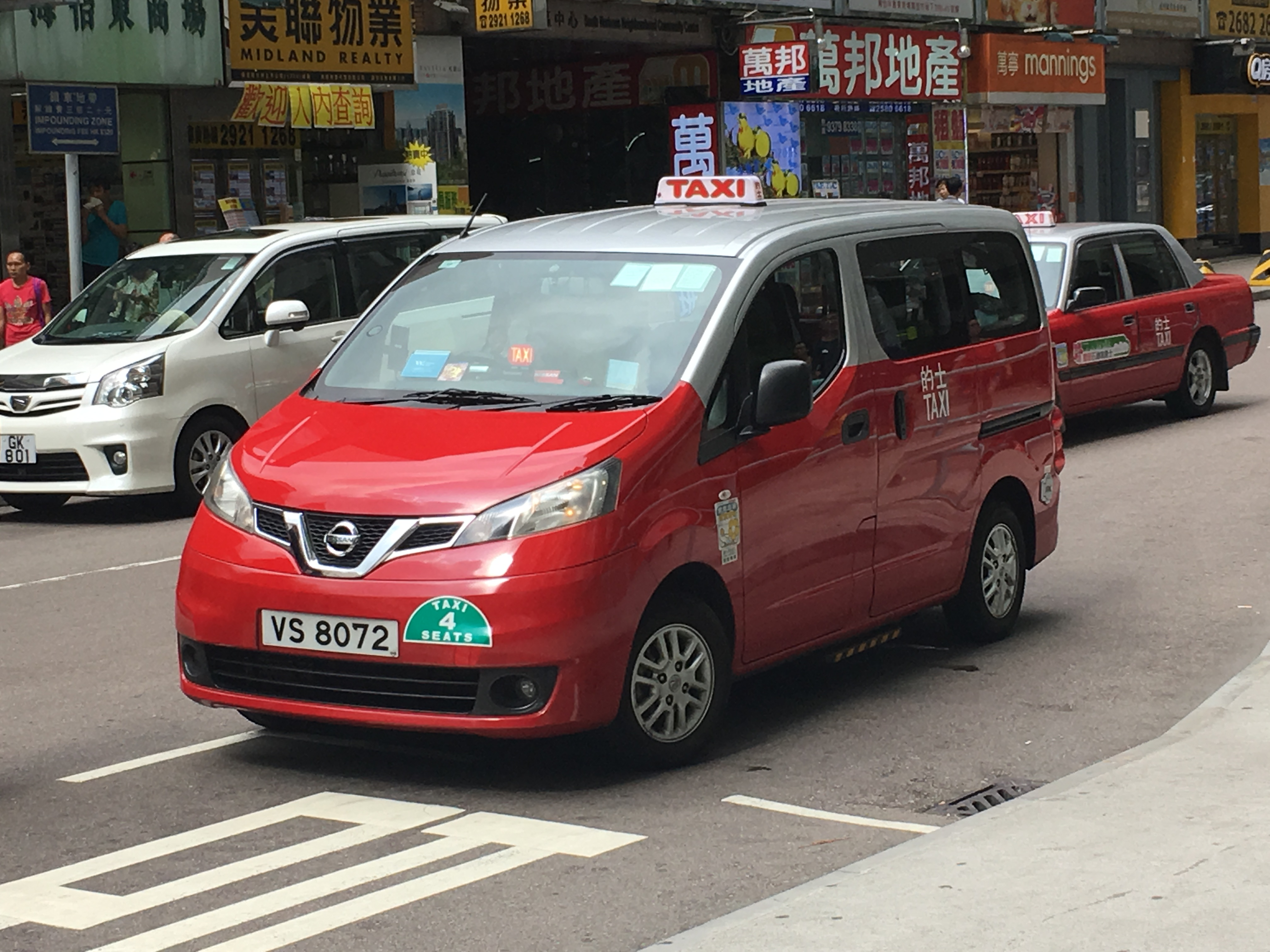
NV200香港的士市區版
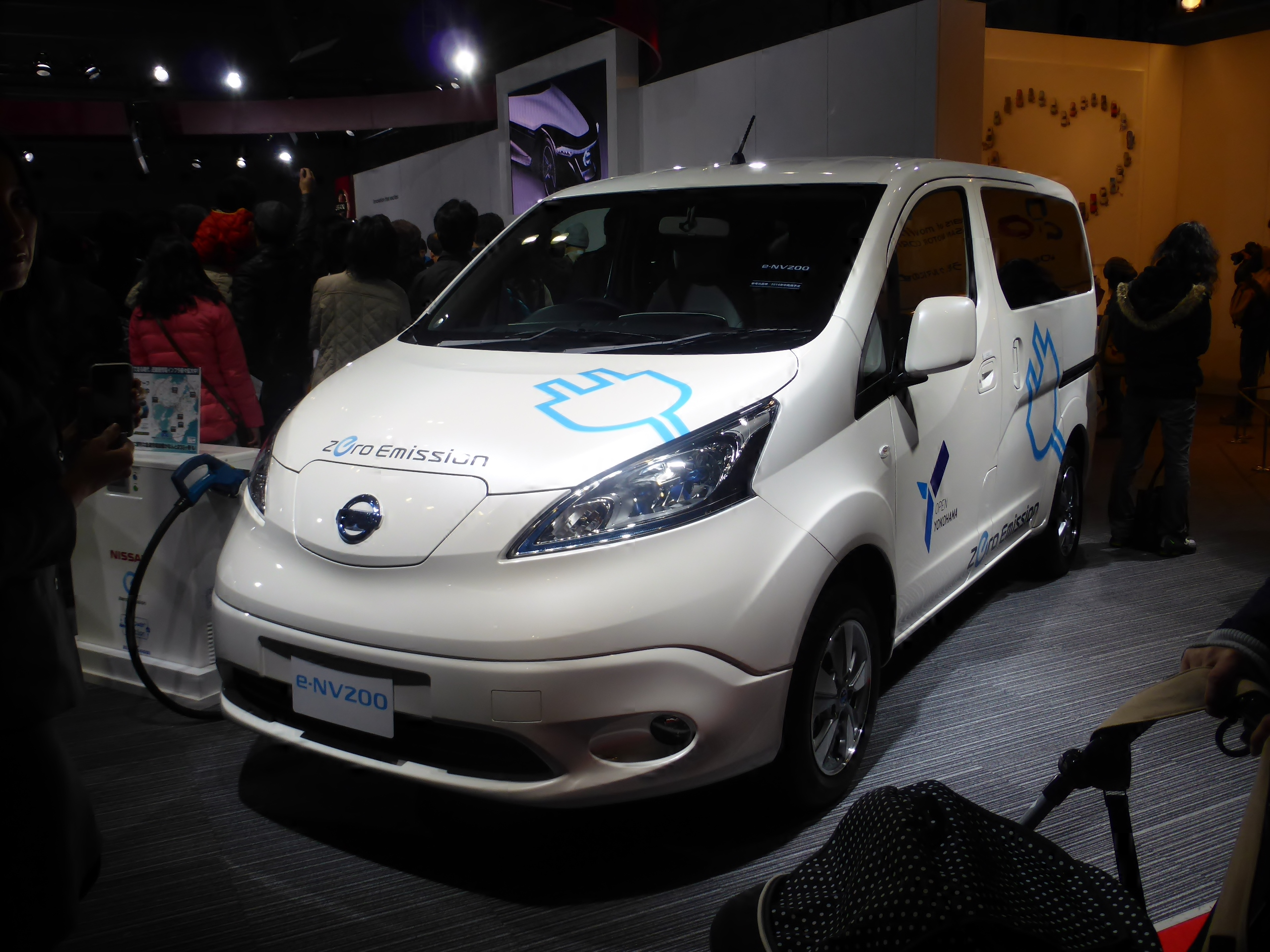
NV200电动车版（e-NV200）
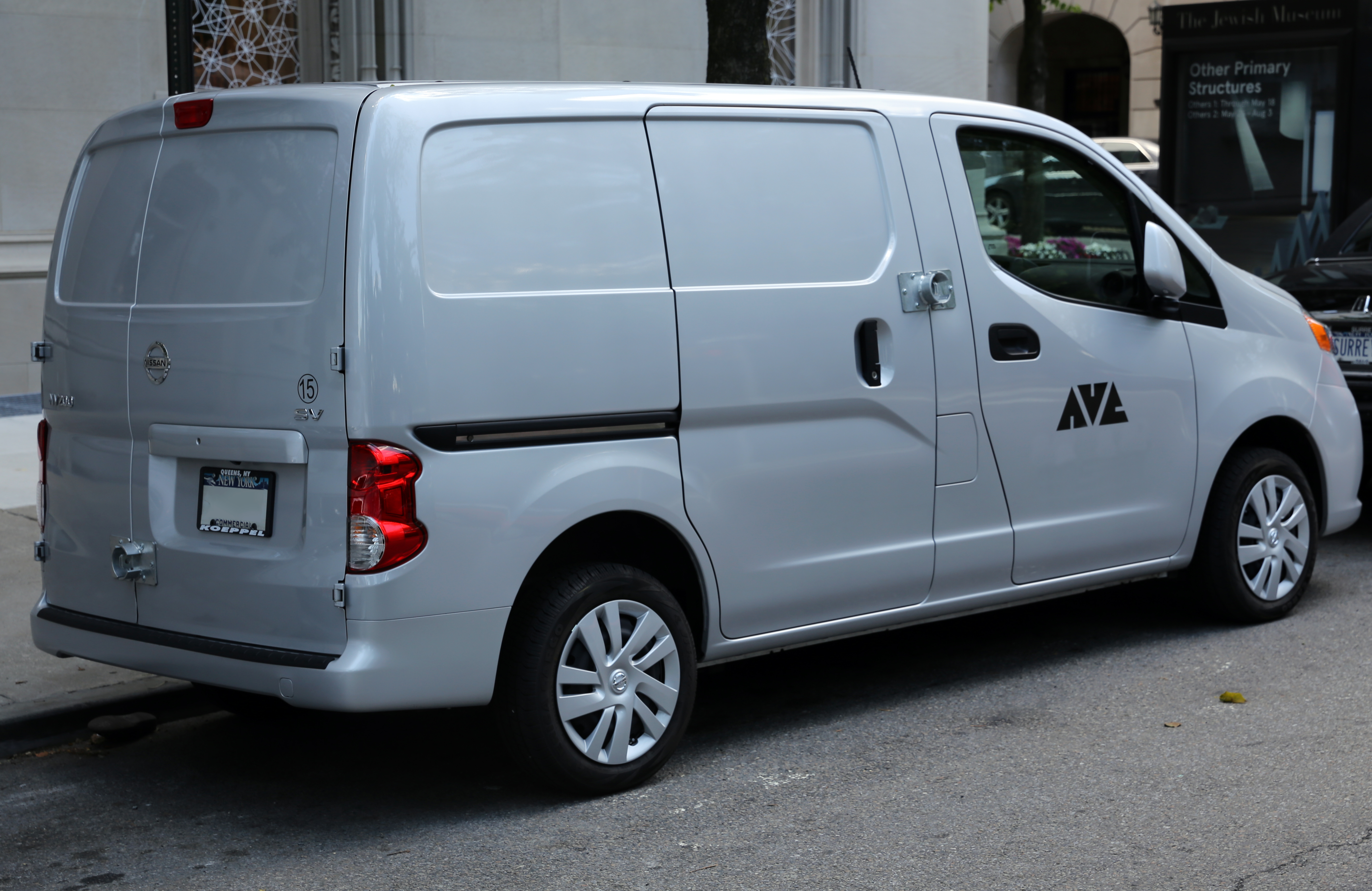
NV200 SV货运厢式车